# Gespanschaft Međimurje

Gespanschaft Međimurje

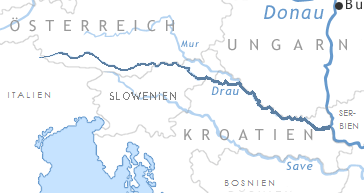
Verlauf der Drau

Die Gespanschaft Međimurje [mɛˈdʑimuːrjɛ] (kroat. Međimurska županija, übersetzt in etwa Zwischenmurland, oder Zwischenstromland-Murgegend, ung. Muraköz megye, prekmurisch Medmürska žüpanija) ist die nördlichste Gespanschaft Kroatiens. Sie umfasst die Landschaft Međimurje (deutsch auch Murinsel) zwischen den Flüssen Drau und Mur an der Grenze zu Slowenien und Ungarn. Die Gespanschaft Međimurje hat eine Fläche von 729 km² und 103.793 Einwohner (Stand 31. Dezember 2021). Ihr Verwaltungssitz ist Čakovec.

## Geschichte
Vom Mittelalter bis 1918 gehörte Međimurje (wie der Großteil des übrigen Kroatien) zum Königreich Ungarn. Während des Zweiten Weltkriegs wurde das Gebiet von 1941 bis 1945 von Ungarn annektiert.

## Bevölkerung

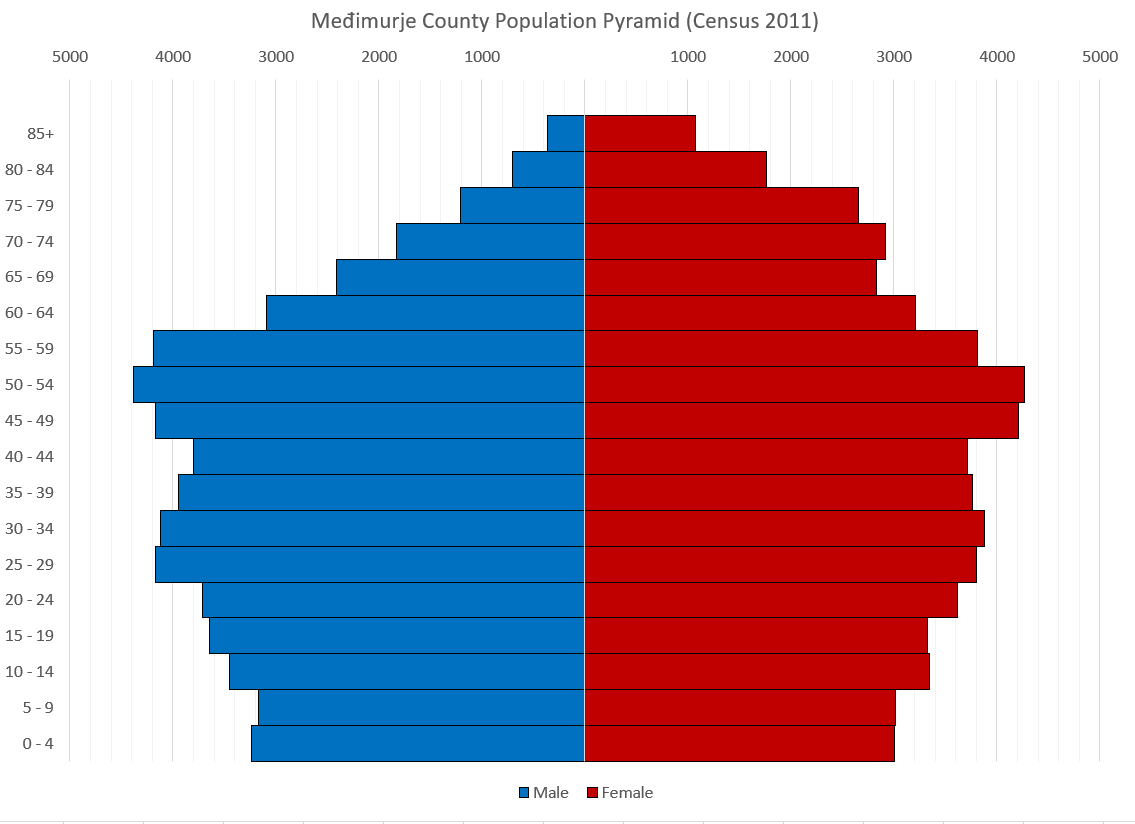
Alterspyramide der Gespanschaft Međimurje (Volkszählung 2011)

Zusammensetzung der Bevölkerung der Gespanschaft Međimurje nach Ethnien laut Volkszählung von 2011:
| Ethnie   | Anzahl  | Prozent |
| -------- | ------- | ------- |
| Kroaten  | 106.744 | 93,80 % |
| Roma     | 005.107 | 04,49 % |
| Slowenen | 000.516 | 00,45 % |
| Serben   | 000.249 | 00,22 % |
| Albaner  | 000.200 | 00,18 % |
| Russen   | 000.137 | 00,12 % |

## Städte und Gemeinden
Die Gespanschaft Međimurje ist in 3 Städte und 22 Gemeinden gegliedert. Diese werden nachstehend jeweils mit der Einwohnerzahl zur Zeit der Volkszählung von 2011 aufgeführt.

### Städte
| Stadt           | Einw.  | zugehörige Ortschaften | Einw. der Ortschaften |
| --------------- | ------ | ---------------------- | --------------------- |
| Čakovec         | 27.104 | Čakovec                | 15.185                |
| Čakovec         | 27.104 | Ivanovec               | 02.101                |
| Čakovec         | 27.104 | Krištanovec            | 00.620                |
| Čakovec         | 27.104 | Kuršanec               | 01.598                |
| Čakovec         | 27.104 | Mačkovec               | 01.329                |
| Čakovec         | 27.104 | Mihovljan              | 01.377                |
| Čakovec         | 27.104 | Novo Selo na Dravi     | 00.644                |
| Čakovec         | 27.104 | Novo Selo Rok          | 01.462                |
| Čakovec         | 27.104 | Savska Ves             | 01.216                |
| Čakovec         | 27.104 | Slemenice              | 00.244                |
| Čakovec         | 27.104 | Šandorovec             | 00.343                |
| Čakovec         | 27.104 | Totovec                | 00.527                |
| Čakovec         | 27.104 | Žiškovec               | 00.542                |
| Mursko Središće | 06.307 | Hlapičina              |                       |
| Mursko Središće | 06.307 | Križovec               |                       |
| Mursko Središće | 06.307 | Mursko Središće        |                       |
| Mursko Središće | 06.307 | Peklenica              |                       |
| Mursko Središće | 06.307 | Štrukovec              |                       |
| Prelog          | 07.815 |                        |                       |

### Gemeinden
| Gemeinde             | Einw.  |
| -------------------- | ------ |
| Belica               | 03.176 |
| Dekanovec            | 00.774 |
| Domašinec            | 02.251 |
| Donja Dubrava        | 01.920 |
| Donji Kraljevec      | 04.659 |
| Donji Vidovec        | 01.399 |
| Goričan              | 02.823 |
| Gornji Mihaljevec    | 01.917 |
| Kotoriba             | 03.224 |
| Mala Subotica        | 05.452 |
| Nedelišće            | 11.975 |
| Orehovica            | 02.685 |
| Podturen             | 03.873 |
| Pribislavec          | 03.136 |
| Selnica              | 02.991 |
| Strahoninec          | 02.682 |
| Sveta Marija         | 02.317 |
| Sveti Juraj na Bregu | 05.090 |
| Sveti Martin na Muri | 02.605 |
| Šenkovec             | 02.879 |
| Štrigova             | 02.766 |
| Vratišinec           | 01.984 |